# Assa
Assa (en euskera Asa) es un despoblado que actualmente forma parte del municipio de Lanciego en   la cuadrilla de Laguardia, en la provincia de Álava en el País Vasco en España.
Assa se ubica en la orilla izquierda del río Ebro al sur del municipio. La población está conformada por unas pocas casas de las cuales solo dos están habitadas. La población en 2007 era de 36 habitantes. Limita con el núcleo urbano de Lanciego al norte, Laguardia al oeste, Laguardia y Logroño al sur, con el río Ebro como separación y tierras de Lanciego, Yécora y Oyón al este. Cerca del núcleo de Assa se encuentra la pequeña barriada de  El Capillar. Por sus tierras pasa el río Assa que desemboca en el Ebro.

## Historia
Documentado desde el año 926, casi todos los vecinos pasaron a vivir a Laguardia en 1169. Hubo un estratégico castillo citado en el siglo X.

## Demografía
| 2000 | 2001 | 2002 | 2003 | 2004 | 2005 | 2006 | 2007 |
| ---- | ---- | ---- | ---- | ---- | ---- | ---- | ---- |
| 29   | 29   | 32   | 25   | 25   | 22   | 34   | 36   |

## Monumentos
- Puente de Mantible.[6] Señalado como romano por algunos autores se ha determinado que no se aprecian características de construcción de la época romana ni está cerca de antiguas calzadas romanas. De los seis arcos que conformaban el puente original solo quedaban dos en pie en la en los primeros años del siglo XXI. En 2020 una crecida del río Ebro derribó en arco situado en la orilla izquierda, este arco fue reconstruido en 2024.[7]

- Castillo de Assa. ya cerca de Laserna, a 500 metros del puente de Mantible, sobre una pequeña elevación, se levantan los restos del castillo de Assa que aparece documentado ya en el año 926 cuando, según documentos del  archivo del Monasterio de San Millán, Assa era una villa perteneciente a Navarra, cuyo rey García Sánchez donó en 956 al monasterio. Hay constancia de muchos de sus  alcaides desde 1265 y de una existencia muy azarosa de la instalación militar durante muchos años.  Por las inscripciones halladas se estima que hubo un asentamiento romano. Del castillo se conservan algunos restos significativo como uno de sus esquinales, algún resto de muro y de la torre. Está bajo la protección de la Declaración genérica del Decreto de 22 de abril de 1949 y la Ley 16/1985 sobre el Patrimonio Histórico Español.[8]